# Calochrominae
Calochrominae es una subfamilia de escarabajos de alas de red perteneciente a la familia Lycidae . Hay al menos 4 a 7 géneros y más de 30 especies descritas en esta subfamilia.

## Tribus y géneros
BioLib incluye dos tribus y los siguientes géneros en la subfamilia Calochrominae:
Calochromini Lacordaire, 1857
1. Calochromus Guérin-Ménéville, 1833
2. Caloptognatha verde, 1954
3. Dumbrellia Lea, 1909
4. Lucaina Dugès, 1879
5. Lygistopterus Mulsant, 1838
6. Macrolygistopterus Pic, 1929

Slipinskiini Bocák y Bocáková, 1992
1. Aferos Kasántsev, 1992